# فرودگاه فویون

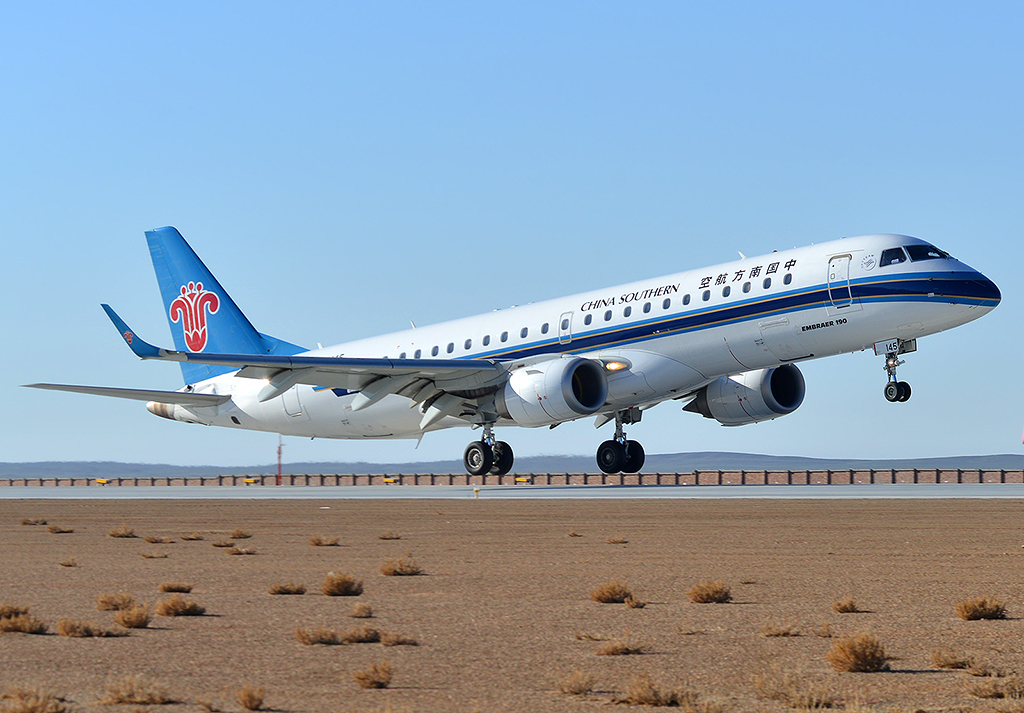
خطوط هوایی چین در فویون کوکتوکای، سین کیانگ

فرودگاه فویون (به انگلیسی: Fuyun Airport) یک فرودگاه همگانی با کد یاتا FYN است . این فرودگاه در کشور چین قرار دارد .